# Early Excellence Centre
Ein Early Excellence Centre (EEC) ist eine Einrichtung, die die Eigenschaften einer Kindertagesstätte mit Gesundheitsvorsorge, Elternschulungen und gesellschaftlicher Integration verbindet. Derartige Einrichtungen wurden im Vereinigten Königreich ab 1997 im Rahmen des Sure-Start-Programms geschaffen, um integrierte Leistungen für Kinder- und Familienbetreuung anzubieten. Ziel des Programms ist es, die Schulleistungen von Kindern, die in unterprivilegierten Verhältnissen aufwachsen, zu steigern.
Die Begründer orientierten sich an den US-amerikanischen Head-Start-Programmen. Dort wurde davon ausgegangen, dass jedes Kind das Potential zu exzellenten Leistungen hat, wenn es frühzeitig richtig gefördert wird. Der größte Unterschied zu Head Start ist, dass in einem EEC die Eltern mit einbezogen werden. Bei der Evaluation verschiedener Head-Start-Programme zeigte sich, dass Kinder von den Programmen umso mehr profitierten, je mehr ihre Eltern mitarbeiteten. Mit der Einbeziehung der Eltern hat man bei anderen Programmen wie HIPPY ebenfalls gute Erfahrungen gemacht. In Deutschland wurde das erste Early Excellence Centre 2000 im Berliner Pestalozzi-Fröbel-Haus gegründet.